# Scooby-Doo és a fantoszaurusz rejtélye
A Scooby-Doo és a fantoszaurusz rejtélye (eredeti cím: Scooby-Doo! Legend of the Phantosaur) 2011-ben bemutatott amerikai televíziós 2D-s számítógépes animációs film, amelynek a rendezője Ethan Spaulding, a producerei Spike Brandt és Tony Cervone, az írója Doug Langdale, a zeneszerzője Robert J. Kral. A film a Warner Bros. Animation gyártásában készült a Warner Home Video és a Warner Bros. Television forgalmazásában jelent meg. Műfaját tekintve filmvígjáték.
Amerikában 2011. szeptember 3-án mutatták be a Cartoon Networkon, Magyarországon 2011. szeptember 28-án jelent meg DVD-n.

## Cselekmény
A történet szerint a Rejtély Rt. Új-Mexikóba indul, hogy a La Serena fürdőben kapcsolódjanak ki. Ott azonban összetalálkoznak a környék rémével, a Fantoszaurusszal, akit Bozont egy hipnózismódszer segítségével nyugtat le. A szörny a sivatagi barlangokban elrejtett kincset őrzi, amire egy kapzsi cég, egy motoros banda és néhány tudós is szemet vetett, ám a csapat mindent megtesz, hogy terveiket megakadályozzák.

## Szereplők
| Szereplő              | Eredeti hang                                           | Magyar hang             |
| --------------------- | ------------------------------------------------------ | ----------------------- |
| Scooby-Doo            | Frank Welker                                           | Vass Gábor              |
| Fred                  | Frank Welker                                           | Markovics Tamás         |
| Bozont                | Matthew Lillard                                        | Fekete Zoltán           |
| Diána                 | Grey DeLisle                                           | Hámori Eszter           |
| Vilma                 | Mindy Cohn                                             | Madarász Éva            |
| Faith                 | Cathy Cavadini                                         | Balsai Mónika           |
| Friz                  | John DiMaggio                                          | Galambos Péter          |
| Mr. Babbit            | Michael Gough                                          | Király Adrián           |
| Winsor                | Matthew Gray Gubler                                    | Molnár Levente          |
| Svankmajer professzor | Finola Hughes                                          | Götz Anna               |
| Doktor                | Maulik Pancholy                                        | Szabó Máté              |
| Tex                   | Kevin Michael Richardson                               | Varga Rókus             |
| Mr. Hubley            | Fred Willard                                           | Kassai Károly           |
| Ms. Deitch            | Gwendoline Yeo                                         | Agócs Judit             |
| Doktoranduszok        | Michael Gough Dave Wittenberg Kevin Michael Richardson | Maday Gábor Előd Botond |
| További magyar hangok |                                                        |                         |
| Pál Tamás             |                                                        |                         |